# Le Bernardin
Le Bernardin est un restaurant de Manhattan, à New York (État de New York, États-Unis). Il a été créé en 1972 à Paris par Gilbert Le Coze et sa sœur Maguy Le Coze, qui ont fermé leur restaurant parisien pour l'ouvrir sous le même nom à New York en 1986. À la mort de Gilbert Le Coze en 1994, Éric Ripert devient chef ; il est aujourd'hui chef conjointement avec Chris Muller. 
Le restaurant est spécialisé dans les poissons et fruits de mer, préparés dans un style qui mêle influences européenne et japonaise, privilégiant les cuissons légères voire les produits crus.
Le Bernardin a trois étoiles dans le Guide Michelin depuis que le guide a commencé à couvrir les restaurants de New York en 2006. Il figure régulièrement dans le classement des cinquante meilleurs restaurants du monde du World's 50 Best (en 2019 et 2020 il est classé 36e meilleur restaurant au monde et était 17e en 2017 et 15e en 2010). Il a toujours reçu quatre étoiles (plus haute évaluation possible) de la part du New York Times depuis 1986. En 2017, il a figuré au deuxième rang (ex æquo avec le restaurant Kyo Aji, au Japon) de La Liste, un classement international des restaurants publié par le ministère des Affaires étrangères français. 
Trois livres de cuisine s'inspirant de la cuisine du Bernardin ont été publiés : Le Bernardin Cookbook: Four-Star Simplicity (1998), A Return to Cooking (2002) et On the Line (2008). 